# Jadwiga Jankowska-Cieślak
Jadwiga Jankowska-Cieślak (Gdansk, 15 de fevereiro de 1951 – 15 de abril de 2025), em alguns trabalhos creditada como Jadwiga Jankowska, foi uma atriz polonesa.

## Carreira
Atuou em 33 filmes desde 1972. Em 1982, ela recebeu o prêmio de Melhor Interpretação Feminina no Festival de Cannes por seu trabalho em Egymásra nézve (distribuído como Another Way).
Conquistou dois prêmios de melhor atriz no Festival de Cinema da Polônia: por Sam na sam e por Wezwanie, em 1997; e menção honrosa em 2008, por Rysa.

## Morte
Jadwiga morreu no dia 15 de abril de 2025 aos 74 anos, vítima de câncer.

## Filmografia selecionada
- Another Way (1982)
- Scratch (2008)
- Sweet Rush (2009)
- Warszawianka (2023)